# DPICM

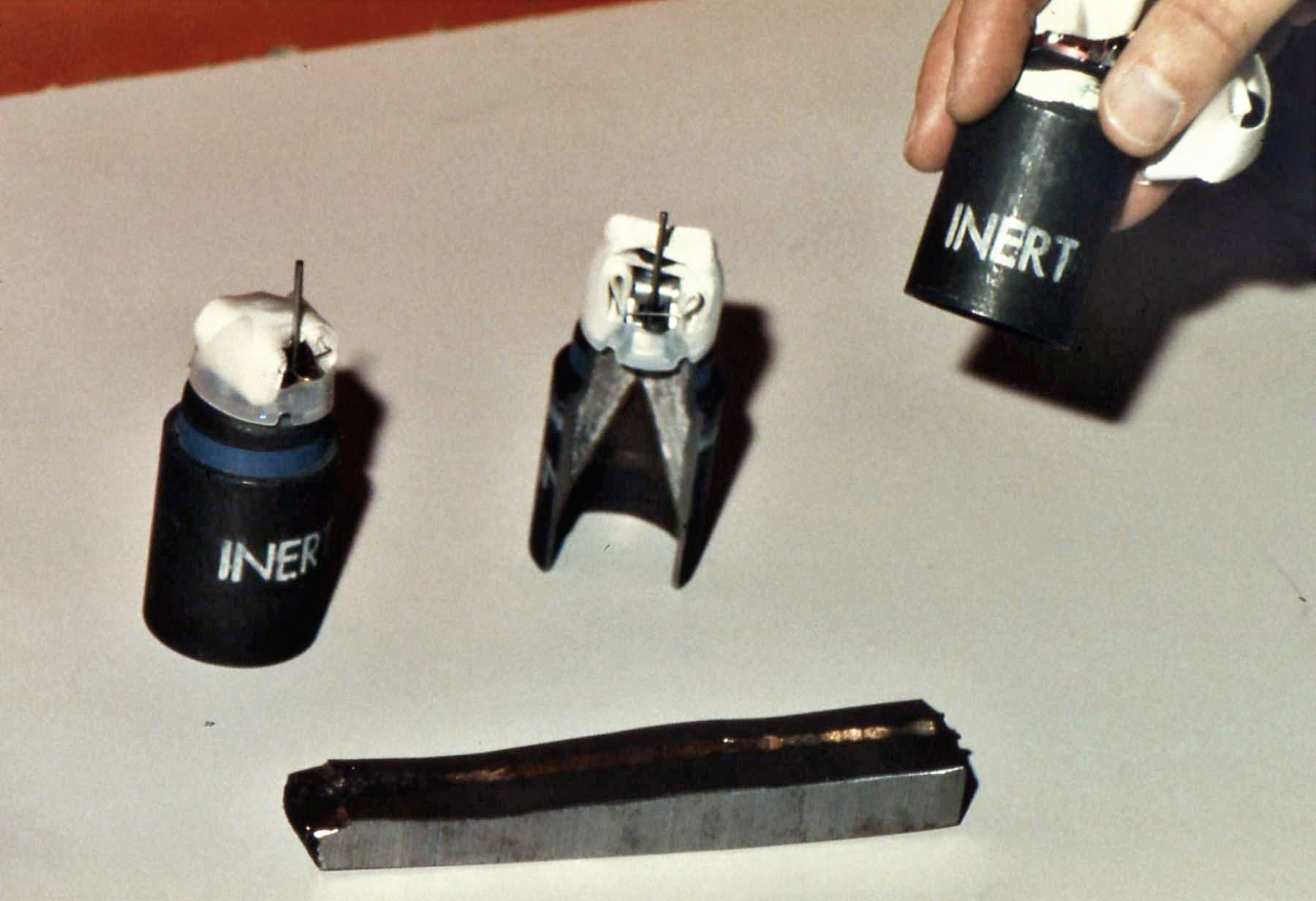
DPICM типу M77, що використовується в реактивній системі залпового вогню (РСЗВ). M77 був розроблений на основі M483A1, який був розроблений для так званих «важких» артилерійських снарядів калібру 155 мм і 8 дюймів (203 мм).

Удосконалений звичайний боєприпас подвійного призначення (Dual-purpose improved conventional munition — DPICM) — сімейство артилерійських та реактивних касетних снарядів створених в США. Основний час виробництва припав на 1970-ті — 1990-ті роки. Також були створені модифікації тактичної балістичної ракети ATACMS з касетною бойовою частиною з бойовими елементами цього типу.
Касетні бойові елементи мають властивості кумулятивних (для боротьби з бронетехнікою) та уламкової дії (для боротьби з живою силою). Звідси походить назва «подвійного призначення». Деякі бойові елементи можуть мати підривач уповільненого спрацювання для обмеження рухливості противника (міни).

## Снаряди DPICM США

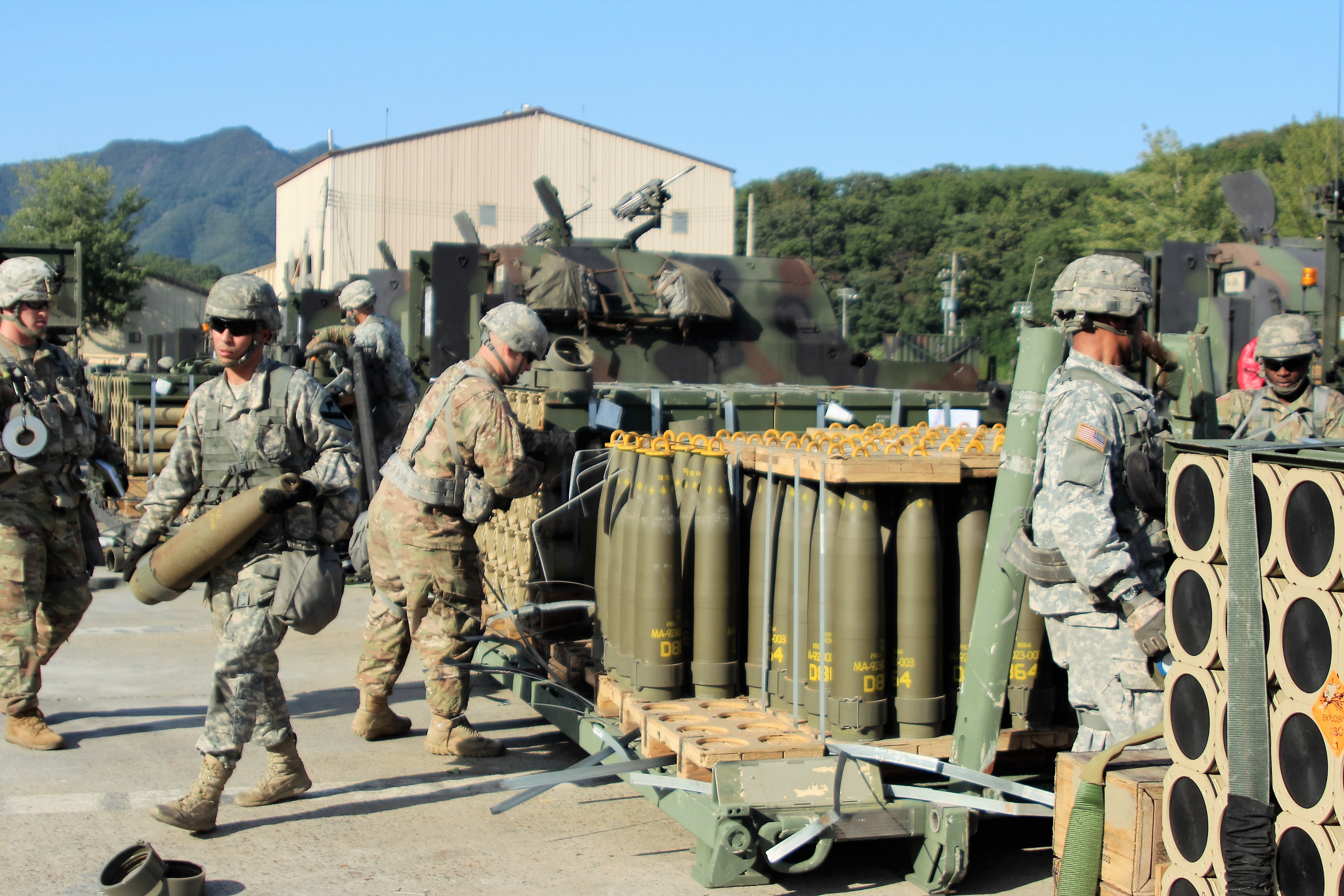
Американські військові відпрацьовують завдання з 155-мм артилерійськими боєприпасами DPICM

Були створені та прийняті на озброєння різні варіанти касетних бойових елементів DPICM, однак всім їм притаманні такі спільні риси: використання стрічки з тканини для сповільнення та стабілізації в польоті, бойова частина з кумулятивним ефектом, корпус бойової частини виготовлено зі сталі в такий спосіб, аби сприяти утворенню уламків для ураження живої сили й неброньованої техніки.
Були створені касетні артилерійські снаряди калібром 105, 155, та 203 мм (для гаубиці M110), 227 мм реактивні снаряди для систем M270 MLRS та M142 HIMARS (MLRS Family of Munitions).
Розробка снарядів DPICM почалася наприкінці 1950-х років з уламково-фугасних бойових елементів (так звані англ. Improved Conventional Munition, ICM) споряджених в 105 мм снаряд M444, прийнятого на озброєння в 1961 році. Виробництво M444 було припинене на початку 1990-х років.
Першим справжнім DPICM був 155 мм снаряд М483, виробництво якого припало на 1970-ті роки. До 1975 року була створена вдосконалена версія M483A1. Снаряд містив 88 бойових елемента подвійного призначення M42/M46. 155 мм снаряд M864 почали виготовляти в 1987 році. Він мав донний газогенератор, що збільшує дальність пострілу, і ті самі бойові елементи М42/М46. Через донний газогенератор кількість бойових елементів довелось зменшити до 72. У 2003 році в бюджеті було заплановано роботу з модернізації бойових елементів M42/M46 шляхом встановлення підривника з механізмом самоліквідації аби зменшити проблему «несправних» суббоєприпасів, які спочатку не вибухають, але можуть вибухнути при поводженні з ними пізніше.
Робота над снарядами калібру 105 мм розпочаті наприкінці 1990-х років. Проєкт розроблявся на основі бойових елементів M80. Кінцевими результатами стали два снаряди: M915, призначений для використання з легкою буксируваною гаубицею M119A1, і M916, розроблений для гаубиць M101/M102.
| Снаряд              | M483A1            | M864              | M444                                               | M915           | M916          |
| Калібр              | 155 мм            | 155 мм            | 105 мм                                             | 105 мм         | 105 мм        |
| Дата обслуговування | 1975 рік          | 1987 рік          | 1961 рік (виробництво завершене на початку 1990-х) | 1998 (?)       | 1998 рік      |
| Дальність           | ? до 17 км        | ? до 30 км        | ? до 11,5 км                                       | 10 км до 14 км | 3 км до 11 км |
| Суббоєприпаси       | 64 × М42 24 × М46 | 48 × М42 24 × М46 | 18 × М39 (M444E1 використовував M36)               | 42 × М80       | 42 × М80      |
| Вага снаряда        | 46.5 кг           | 47 кг (приблизно) | 14.97 кг                                           | ?              | ?             |
| Довжина             | 937 мм            | 899 мм            | 371,9 мм                                           | ?              | ?             |

Також боєприпаси сімейства MFOM:
- Некеровані реактивні снаряди M26, M26A1 та M26A2 з 644 та 518 елементами M77 відповідно[2]
- Високоточний реактивний снаряд M30 сімейства GMLRS з 404 касетними бойовими елементами M101[3][4].

## Касетні бойові елементи

### M42, M46 та M77
Касетні бойові елементи M42 та M46 як хвостовик для вертикальної стабілізації та уповільнення падіння мають петлю зі нейлонової стрічки. Ця стрічка також під дією опору повітря набуває обертального моменту завдяки чому переводить підривач у бойове положення.
Головна відмінність M46 від M42 — міцніші стінки без насічок для утворення уламків. Ці бойові елементи вкладають в нижню частину снаряду, де навантаження більші.
При використанні бойових елементів M42 у реактивних снарядах для MLRS вони отримують позначення M77, а підривач прикрито пластиковим ковпачком перед скиданням із контейнера.

### M80
Касетні бойові елементи створені для використання у 105-мм снарядах M915.
Головна відмінність підривача від підривача бойового елемента M42 — наявність електромеханічного механізму самоліквідації через 7 хвилин (± 1 хвилина) після скидання.
Стрічка має флюорисцентний рожевий колір.

## Використання
За словами спеціального радника Головнокомандувача ЗСУ Валерія Залужного Дена Райса боєприпаси DPICM були створені в часи Холодної війни для захисту Європи від навали чисельно значно більших радянських військ (як живої сили, так і артилерії).
Зокрема, DPICM були розроблені з кількох причин:
- Вони можуть надати гаубиці здатність вражати цілі на площі, при цьому розкидання касетних бойових елементів компенсує притаманну снарядам неточність;
- Завдяки кумулятивному ефекту бойових елементів DPICM здатен знищувати легку бронетехніку, але може знадобитися дуже велика кількість снарядів, для знищення, наприклад, колони;
- Може бути ефективнішим за звичайні фугасні снаряди для ураження живої сили в траншеях.

Частка несрпацювань істотно залежить від умов застосування боєприпасів. Так, приміром, керівництво 1982 року забороняє застосування подібних боєприпасів по місцевості з щільною рослинністю або ж по заповнених водою рисових полях, оскільки частка відмов сягає тоді надто великих показників. Бойові елементи також можуть чіплятись стрічками за гілки дерев і залишатись висіти на них або ж нерозірвавшись падати на землю.

## Майбутнє
Через проблему «несправних» суббоєприпасів і високу точність зброї з GPS-наведенням, артилерійські снаряди та ракети DPICM менше використовувалися американськими військовими. У результаті велика кількість боєприпасів, закуплених під час холодної війни, була поміщена у військові запаси. Однак станом на 2014 рік більшість досягає кінця свого терміну експлуатації і потребує утилізації.

## Бойове застосування

### Російсько-українська війна

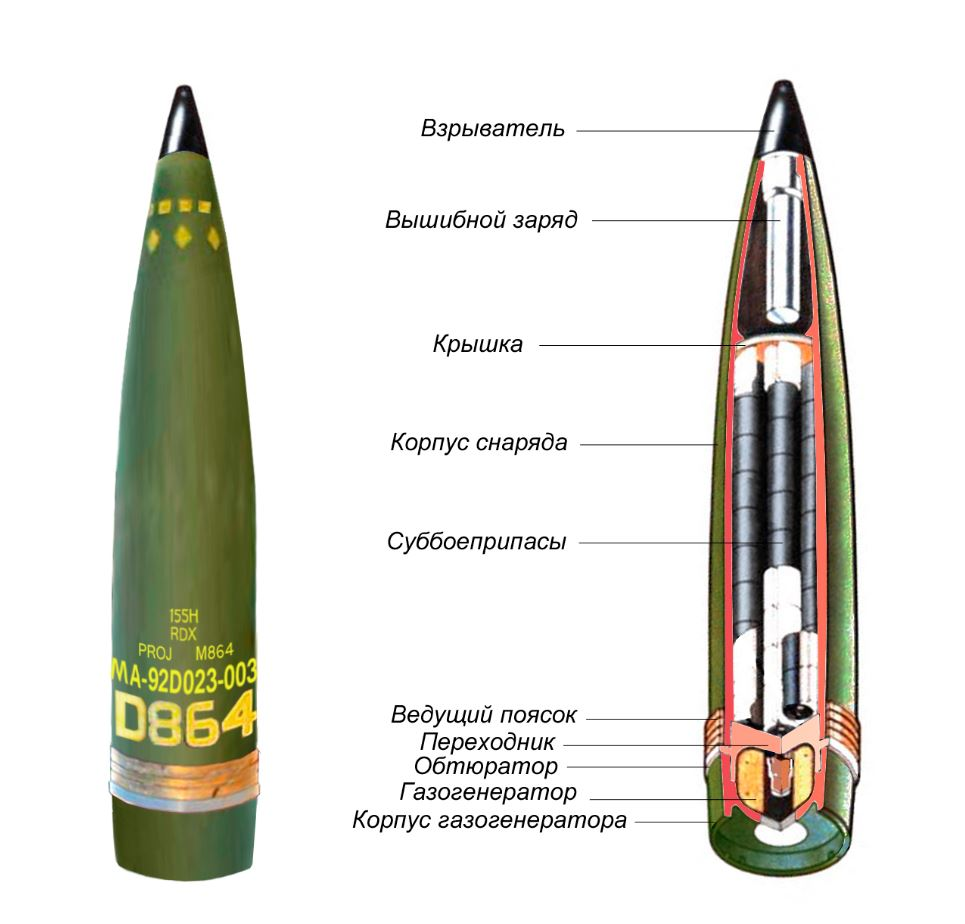
Касетний снаряд M864. Зовнішній вигляд та устрій

На думку спеціального радника Головнокомандувача ЗСУ Валерія Залужного Дена Райса боєприпаси DPICM були створені в часи Холодної війни саме для Європейського театру воєнних дій для протидії чисельно значно більшим радянським військам. Для ефективної контрбатарейної боротьби та знищення живої сили противника. За його словами Сполучені Штати не вагаючись застосовували б дані боєприпаси у випадку прямого військового конфлікту з росією чи КНДР чи будь-якою іншою країною зі значними артилерійськими силами.
Оскільки Україна не підписала Конвенцію про касетні боєприпаси, то передача боєприпасів типу DPICM була би дуже доречним рішенням.
У засобах масової інформації повідомляли, що Україна отримала певну кількість 155-мм артилерійських снарядів типу DPICM від Туреччини з листопада 2022 року. Також можливо Україна отримала і 122-мм реактивні снаряди TPK-122 виробництва Roketsan споряджені касетною бойовою частиною з бойовими елементами цього типу. За словами Дена Райса, ці боєприпаси мали миттєвий вплив на поле бою з істотним збільшенням втрат серед російських окупантів.
З пропозицією передати Україні касетні боєприпаси типу DPICM до адміністрації Президента США звертались з відкритим листом і чотири сенатора в березні 2023 року. Нарешті, 7 липня 2023 року Президент США Байден схвалив надання Україні касетних боєприпасів. З повідомлень американських ЗМІ відомо, що адміністрація розглядає передачу передусім снарядів M864 (за даними американських військових, частка відмови бойових елементів сягає до 6 %, що відповідає 4 бойовим елементам із 72 в снаряді), за словами представника адміністрації американського Президента, Україна отримає «свіжі» снаряди, в яких частка відмов бойових елементів не перевищує 2,35 %. Передача касетних снарядів була погоджена з огляду певний дефіцит артилерійських снарядів, який виник поки будуть запущені нові потужності з їхнього виробництва. 13 липня 2023 року підтверджено отримання Україною касетних боєприпасів від США.
Вже через тиждень після підтвердження передачі снарядів у відкритих джерелах та ЗМІ стали з'являтись повідомлення про ефективне застосування отриманих боєприпасів на Запорізькому та Бахмутському напрямках. Зокрема, під час невдалої спроби наступу в районі Красногорівки касетним боєприпасом був знищений російський пропагандист.
В 20-их числах липня 2023 року в соціальних мережах стали з'являтись фотографії снарядів M864 та M483A1 на озброєнні українських артилеристів.
У серпні 2023 року на той час вже колишній спеціальний радник Головнокомандувача ЗСУ Валерія Залужного Ден Райс виступив з відкритим зверненням до американського Конгресу із закликом передати Україні некеровані реактивні снаряди M26 всіх моделей. На його думку, від цього виграють і Сполучені Штати, оскільки відпаде проблема утилізації застарілих боєприпасів, і Україна, оскільки отримає потужну зброю.